# Exocentrus sudanicus
Exocentrus sudanicus är en skalbaggsart som beskrevs av Aurivillius 1927. Exocentrus sudanicus ingår i släktet Exocentrus och familjen långhorningar.
Artens utbredningsområde är:
- Kenya.
- Malawi.

Inga underarter finns listade i Catalogue of Life.